# Александр Всеволодович (князь белзский)
Александр Всеволодович (ум. после 1234) — князь Белзский (1195—1207; 1214—1232; 1233—1234), Владимиро-Волынский (1208—1209; 1210—1214).

## Биография
В 1208 году при поддержке польских князей Лешко и Конрада сменил на волынском престоле представителя северских Ольговичей Святослава Игоревича, воспользовавшись несогласием в стане братьев-Игоревичей. Жители Владимира сами открыли полякам ворота, сказав: «Вы — друзья наши; с вами племянник Великого Романа». Поляки, однако, разграбили дома и церкви, Святослав Игоревич был пленён. Владимирцы сильно жаловались на поляков, говорили, что «если б с ними не было Александра, то мы не дали б им перейти и Буг».
Александр вокняжился во Владимире, Лешко женился на его дочери, Гремиславе.
Позже поляки хотели посадить во Владимире старшего из волынских князей, его двоюродного дядю Ингваря Ярославича, и Александр уступил ему престол. Но бояре не полюбили Ингваря и, с согласия Лешка, в 1210 году Александр утвердился во Владимире-Волынском. По велению Лешка Белз он отдал своему двоюродному брату Васильку Романовичу (Лешка на такой шаг уговорила мать Василька).
Участвовал в венгро-польско-русском союзе против Владимира Игоревича и его братьев в 1211 году. Владимир Игоревич был изгнан, а его братья повешены. Лешко велел Александру отдать юным Даниилу и Василько Романовичам Тихомль и Перемышль. Поляки отдали Даниилу и Галич, но вскоре его изгнали бояре. Лешек отобрал у Василька Белз для Александра.
В 1213 году Александр с братом Всеволодом Белзским участвовали в походе Лешека Белого против боярина Владислава Кормиличича, занявшего галицкий престол. Тот выступил против них на реку Боброк с войском из венгров и чехов. Союзникам удалось победить Владислава, но Галич они взять не смогли.
В 1214 году Лешек Белый попросил Александра удалиться из Владимира и отдать княжение Даниилу Романовичу в качестве компенсации за Галич, в котором по Спишскому соглашению Лешека с Андрашем II был посажен венгерский королевич. Александр отказался добровольно отдать город и был изгнан Лешком.
В 1215 году, когда отношения юных Романовичей с соседями опять ухудшились, Александр выступил против них. Даниил и Василько, однако, смогли отбиться и разорили Белзскую волость. Только вмешательство тестя Даниила Мстислава Мстиславича Удатного смогло остановить Романовичей.
Тогда Александр поссорил Даниила с его тестем Мстиславом, княжившим в Галиче, которого склонял к войне с Романовичами. Однако в начавшейся усобице Мстислав действовал вяло, и Белзская волость опять была страшно опустошена. Вскоре Удатный понял, что его обманывают, и помирился с Даниилом. Он же и попросил юного князя прекратить разорение Белзской земли.
После этого Александр Всеволодович при поддержке черниговского князя Михаила Всеволодовича, Владимира Рюриковича Киевского и половцев Котяна пытался вернуть себе волынское княжение, но Даниил смог отстоять свои владения благодаря польской помощи. По смерти Мстислава Удатного в 1228 году, Даниил вокняжился в Галиче.
В 1230 году Александр был обвинён в подготовке покушения на Даниила и Василька: бояре хотели сжечь их во дворце или убить на пиру. Н. М. Карамзин пишет, что заговор раскрылся случайно: «Юный Василько, однажды играя с придворными, в шутку обнажил меч: заговорщики в ужасе, думая, что их намерение открылось, бежали из дворца и города». Александр Всеволодович за это был лишён Белза и со своими соратниками бежал в Перемышль, не успев захватить казну. В следующем году он был изгнан Даниилом и оттуда, после чего укрылся в Венгрии. Он стал поднимать против Даниила короля Андраша II. Венгры захватили Галич, а Бельз и Червен отдали Александру и продолжали теснить Романовичей. Александр вместе с венграми сражался против Даниила у Шумска.
В начале 1232 года он, однако, поссорился с венграми и передал Даниилу послание: «Не годится мне быть нигде, кроме вас». Братья простили его.
В 1233 году они осадили Галич, где сидели венгры с крамольными боярами. Их воевода, боярин Судислав, послал сказать Александру: «Дам тебе Галич, только отступи от брата». Александр прельстился обещанием и отступил. Однако Даниил все равно смог занять город. В следующем году Александр Всеволодович бежал в Киев, но по дороге был захвачен воинами Даниила в плен. По предположению Л.Войтовича, умер в заточении.

## Семья и дети
Отец: Всеволод Мстиславич — князь Белзский (1170—1195), Владимиро-Волынский (1188).
Жена: дочь Владимира Рюриковича.
Дети:
- Всеволод (ум. после 1245)[3]
- Анастасия, замужем сначала за мазовецким князем Болеславом, а затем за венгерским боярином Дмитром.

Предположительно:
- Гремислава, выдана за Лешка Белого[4] (по летописи и наиболее вероятно дочь Ингваря Ярославича[5][6])